# Romandie

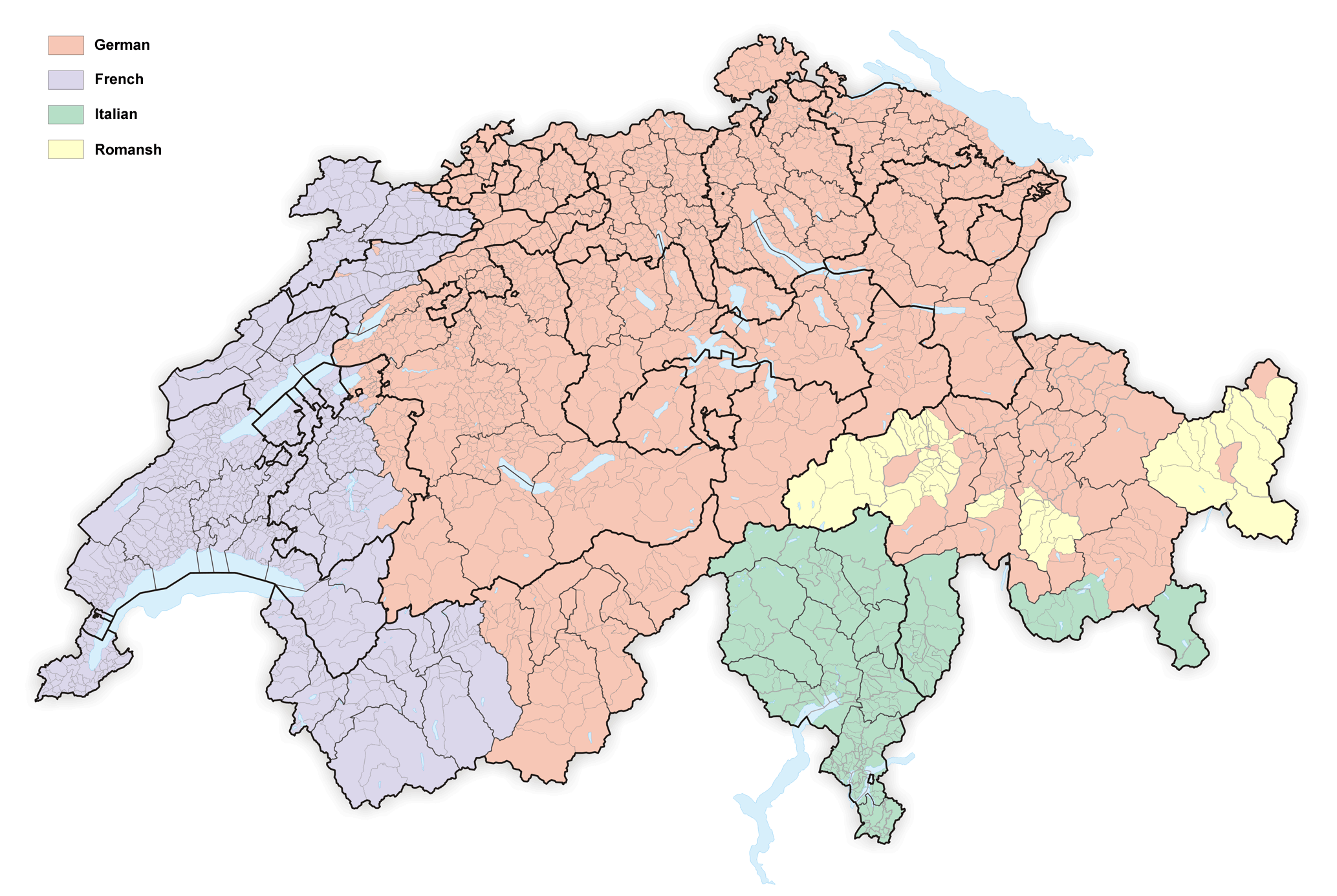
němčina 63%
francouzština 22,7%
italština 8,4%
rétorománština 0,6%

Romandie (francouzsky la Suisse romande) je oblast Švýcarska, kde je oficiální nebo převažuje francouzský jazyk. Jde o kantony Ženeva, Vaud, Neuchatel a Jura stejně jako o frankofonní oblasti kantonů Bern, Valais a Fribourg. V Romandii žije asi pětina obyvatel Švýcarska (asi 1,5 milionu lidí).

## Jazyk
Francouzština používaná ve Švýcarsku se od jazyka ve Francii liší jen mírně. Příkladem rozdílu je užití slova septante pro sedmdesát místo soixante-dix a podobných číslovek huitante pro osmdesát a nonante pro devadesát.
Název Romandie není oficiálním názvem administrativního území, ale je běžně používán. Nachází se například v názvu frankofonní stanice švýcarské televize (Télévision Suisse Romande) nebo v názvu cyklistického závodu Kolem Romandie (Tour de Romandie).